# Força Aèria Xilena
La Força Aèria de Xile, és la institució encarregada de la defensa de la sobirania aèria de Xile. Compta amb 11.500 efectius en servei actiu. La seva missió és defensar la República de Xile per mitjà del control i ús en benefici propi de l'espai aeri, participar en la batalla de superfície donant suport a forces pròpies i amigues, amb el propòsit de contribuir a l'assoliment dels objectius estratègics que la política nacional fixa a les Forces Armades de Xile. Manté una cobertura a tot el país, incloent l'Illa de Pasqua i l'Antàrtida Xilena.

## Història

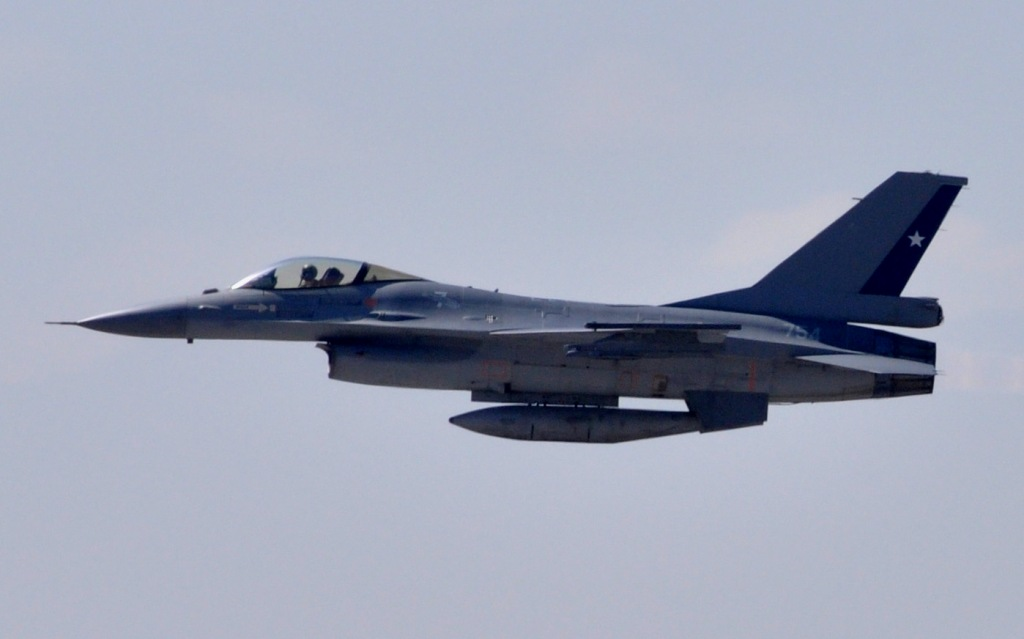
Caça F-16 en vol

La Força Aèria de Xile va ser creada el 1930 durant el primer govern de Carlos Ibáñez del Camp. El Comodor Arturo Merino Benítez es va convertir en el primer Comandant en Cap de la Força Aèria (1930-1932) i el primer subsecretari d'Aviació. El Comodor de l'Aire Merino Benítez es va preocupar d'organitzar diversos aeròdroms al llarg de Xile, particularment cap al nord del país per servir les necessitats de l'Aviació xilena. La Força Aèria de Xile es troba desenvolupant un procés de modernització per fer front als canvis del segle xxi, la interoperabilitat, el maneig de noves tecnologies i el factor humà s'han transformat en els principals objectius a aprofundir.

## Grup de Forces Especials

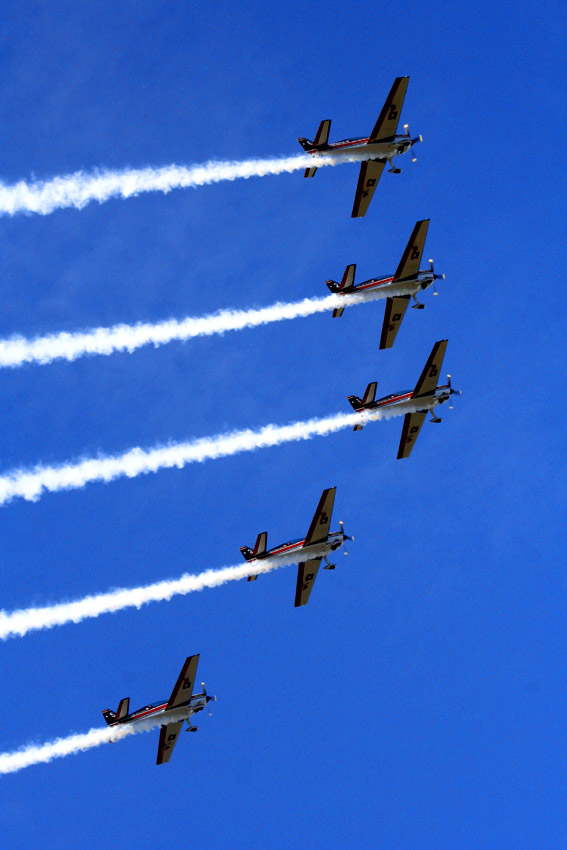
Falcons de la Força Aèria de Xile

El Grup de Forces Especials de la Força Aèria de Xile és l'entitat que agrupa les diferents unitats de FF.EE que opera la FACH, la primera unitat que es va crear com una secció de forces especials en la força aèria va ser el Regiment d'Artilleria Antiaèria i Forces Especials que es va fundar al maig de 1930, després, al llarg del temps es van crear grups com l'Agrupació antisegrestos Aeris (ASA) i el PARASAR (Paracaigudistes de Recerca, Salvament i Rescat) aquesta última és una unitat d'elit encarregada dels rescats en zones de difícil accés. Les FF.EE de la Força Aèria de Xile són reconegudes per la seva gran professionalitat i capacitat de desplegament en qualsevol regió de Xile, cadascun dels integrants d'aquestes unitats de la FACH fan el seu entrenament bàsic en cel, terra i mar, a més de llargues setmanes a la Serralada dels Andes, per aquest motiu les Forces especials de la Força Aèria de Xile són reconegudes mundialment.

## Activitats
La Força Aèria de Xile ha desenvolupat des de la seva creació activitats de suport a la comunitat i d'integració del territori nacional. Va ser una de les primeres branques de la defensa nacional a establir bases en el Territori Xilè Antàrtic (Base President Gabriel González Videla, 1952 i Base President Pedro Aguirre Truja, 1955). Ha tingut un paper decisiu en les catàstrofes naturals que són recurrents en la llarga geografia xilena. D'altra banda, ha estat pionera a obrir noves rutes aèries sobre el Pacífic sud. En aquest àmbit destaca el vol dut a terme per Roberto Parragué i la seva tripulació entre La Serena i Illa de Pasqua 1951. Durant els governs dels president Ricardo Lagos i Michelle Bachelet, la FACh ha participat amb el seu personal i material de vol, en missions de pau de l'ONU, com la d'Haití.

La branca aèria desenvolupa diverses activitats de difusió, per exemple, són freqüents les presentacions de la seva esquadrilla d'acrobàcia «Falcons» i la seva esquadrilla de paracaigudisme «Boines Blaves».

## Missions de Pau
- Bòsnia i Hercegovina (UNMIBH)[1]
- Haití (MINUSTAH)[2]
- Iraq i Kuwait (UNIKOM)[3]
- Timor Oriental (UNTAET)[4]

## Graduació militar (Força Aèria)

### Generals i oficials de la Força Aèria
| Rang      | Oficial General   | Oficial General   | Oficial General          | Oficial Superior  | Oficial Superior | Oficial en cap    | Oficial en cap           | Oficial Subaltern | Oficial Subaltern | Oficial Subaltern | Oficial Subaltern |
| --------- | ----------------- | ----------------- | ------------------------ | ----------------- | ---------------- | ----------------- | ------------------------ | ----------------- | ----------------- | ----------------- | ----------------- |
| Blau      |                   |                   |                          |                   |                  |                   |                          |                   |                   |                   |                   |
| Negre     |                   |                   |                          |                   |                  |                   |                          |                   |                   |                   |                   |
| Campanya  |                   |                   |                          |                   |                  |                   |                          |                   |                   |                   |                   |
| Graduació | General de l'Aire | General d'Aviació | General de Brigada Aèria | Comodor de l'Aire | Coronel          | Comandant de Grup | Comandant d' escuadrilla | Capità            | Tinent            | Sotstinent        | Alferes           |

### Sotsoficials i tropa de la Força Aèria
| Galons    |             |            |            |            |            |        |
| Graduació | Sotsoficial | Sergent 1° | Sergent 2° | Caporal 1° | Caporal 2° | Soldat |

## Equipament de la Força Aèria de Xile

### Aeronaus
| Aeronau                                  | Origen         | Tipus                               | Versions en servei                                                       | Total          | Fotos          |
| Avions de caça                           | Avions de caça | Avions de caça                      | Avions de caça                                                           | Avions de caça | Avions de caça |
| ---------------------------------------- | -------------- | ----------------------------------- | ------------------------------------------------------------------------ | -------------- | -------------- |
| General Dynamics F-16 Fighting Falcon    | Estats Units   | Caça polivalent                     | 29 F-16AM MLU M4 7 F-16BM MLU M4 6 F-16C Bloc 50/52+ 4 F-16D Bloc 50/52+ | 46             |                |
| Northrop F-5E Tiger II                   | Estats Units   | Caça polivalent                     | 8 F-5E Tiger III Plus 4 F-5F Tiger III Plus                              | 12             |                |
| Avió d'atac a terra                      |                |                                     |                                                                          |                |                |
| CASA C-101CC Aviojet                     | Espanya        | Avió d'atac a terra                 | A-36 Falcó                                                               | 23             |                |
| Embraer EMB 314 Super Tucano             | Brasil         | Avió d'atac a terra                 | A-29B Super Tucano                                                       | 12             |                |
| Alerta i control aeri                    |                |                                     |                                                                          |                |                |
| Boeing 707 Cóndor                        | Estats Units   | Alerta i control aeri               | EC-707 Cóndor                                                            | 1              |                |
| Avions d'avastament en vol               |                |                                     |                                                                          |                |                |
| Boeing KC-135 Stratotanker               | Estats Units   | Avastament en vol                   | KC-135E                                                                  | 3              |                |
| Avions de passatgers                     |                |                                     |                                                                          |                |                |
| De Havilland Canada DHC-6 Twin Otter     | Canadà         | Avió de passatgers                  | DHC-6 Twin Otter                                                         | 13             |                |
| Boeing 737 Clàssic                       | Estats Units   | Avió de passatgers                  | 1 Boeing 737-300 1 Boeing 737-58N                                        | 2              |                |
| Boeing 767                               | Estats Units   | Avió de passatgers                  | Boeing 767-300ER                                                         | 1              |                |
| Gulfstream IV                            | Estats Units   | Avió de passatgers                  | Gulfstream III/IV                                                        | 1              |                |
| Avions de transport militar              |                |                                     |                                                                          |                |                |
| Lockheed C-130 Hercules                  | Estats Units   | Avió de transport militar           | 2 C-130H 1 C-130B                                                        | 3              |                |
| CASA C-212 Aviocar                       | Espanya        | Avió de transport militar           | 2 C-212-200 Aviocar1 C-212-300 Aviocar                                   | 3              |                |
| Helicòpters                              |                |                                     |                                                                          |                |                |
| Bell 412                                 | Estats Units   | Helicòpter de transport militar     | 5 Bell 412SP 12 Bell 412E                                                | 17             |                |
| Bell UH-1 Iroquois                       | Estats Units   | Helicòpter de transport militar     | UH-1H Iroquois                                                           | 15             |                |
| Bell 206                                 | Estats Units   | Helicòpter de reconeixement militar | Bell 206B JetRanger                                                      | 5              |                |
| UH-60 Black Hawk                         | Estats Units   | Helicòpter de transport militar     | Sikorsky S-70A Blackhawk                                                 | 1              |                |
| Avions d'entrenament                     |                |                                     |                                                                          |                |                |
| CASA C-101BB Aviojet                     | Espanya        | Avió d'entrenament                  | T-36 Falcó                                                               | 6              |                |
| ENAER T-35 Pillán                        | Xile           | Avió d'entrenament                  | T-35A T-35B                                                              | 24             |                |
| Cirrus SR22 2T                           | Estats Units   | Avió d'entrenament                  | SR-22T                                                                   | 2              |                |
| Cessna Citation                          | Estats Units   | Avió d'entrenament                  | Cessna 525 Citationjet (CJ1)                                             | 4              |                |
| Avió de reconeixement                    |                |                                     |                                                                          |                |                |
| Learjet 35                               | Estats Units   | Avió de reconeixement               | Learjet 35                                                               | 2              |                |
| Piper PA-28 Cherokee                     | Estats Units   | Avió de reconeixement               | PA-28-236 Dakota                                                         | 7              |                |
| Cessna O-2 Skymaster                     | Estats Units   | Avió de reconeixement               | O-2A Skymaster                                                           | 6              |                |
| Avió acrobàtic                           |                |                                     |                                                                          |                |                |
| Extra 300                                | Alemanya       | Acrobàcia aèria                     | Extra 300L                                                               | 5              |                |
| UAV                                      |                |                                     |                                                                          |                |                |
| Elbit Hermes 900                         | Israel         | Vehicle aeri no tripulat            | Hermes 900                                                               | 6              |                |
| Satèl·lit                                |                |                                     |                                                                          |                |                |
| Sistema Satelital d'Observació Terrestre | França         | Satèl·lit d'observació terrestre    | FASat-Charlie                                                            | 1              |                |

### Defensa Antiaèria de la Força Aèria
| Plataforma                               | Origen                                   | Tipus                                                                            | Imatge                                   |
| Sistema mòbil de míssils superfície-aire | Sistema mòbil de míssils superfície-aire | Sistema mòbil de míssils superfície-aire                                         | Sistema mòbil de míssils superfície-aire |
| ---------------------------------------- | ---------------------------------------- | -------------------------------------------------------------------------------- | ---------------------------------------- |
| Sistema NASAMS                           | Noruega                                  | Sistema mòbil de míssils superfície-aire de mitjà-llarg abast.                   |                                          |
| Sistema Mygale                           | Unió Europea                             | Sistema mòbil de míssils superfície-aire de curt abast.                          |                                          |
| Radar de defensa aèria                   |                                          |                                                                                  |                                          |
| AN/MPQ-64 Sentinel                       | Estats Units                             | Suport Logístic per sistema NASAM.                                               |                                          |
| Ground Master 400                        | FRA                                      | Radar 3D mòbil electrònic de llarg abast.                                        |                                          |
| Oerlikon Skyguard II                     | Suïssa                                   | Suport logístic per a sistema antiaèri Oerlikon                                  |                                          |
| Artilleria antiaèria autopropulsada      |                                          |                                                                                  |                                          |
| M163 VADS                                | Estats Units                             | Artilleria Antiaèria Autopropulsada amb canó automàtic de 20 mm                  |                                          |
| Artilleria antiaèria                     |                                          |                                                                                  |                                          |
| Oerlikon 35 mm GDF 005/007               | Suïssa                                   | Canó automàtic antiaèri remolcat calibre 35 mm, opera amb el sistema Skyguard II |                                          |
| M167 VADS                                | Estats Units                             | Canó automàtic antiaèri remolcat calibre 20 mm                                   |                                          |

### Armament
| Nom                    | Origen           | Tipus | Foto             |
| Míssil aire-aire       | Míssil aire-aire | Míssil aire-aire | Míssil aire-aire |
| ---------------------- | ---------------- | --- | ---------------- |
| AIM-120 C7/C7 AMRAAM   | Estats Units     | Míssil de mitjà abast, guiat per radar actiu, 100 unitats comprades el 2010 per equipar als F-16, una altra compra realitzada el 2011 per equipar al sistema NASAM de defensa antiaèria                              |                  |
| AIM-9 Sidewinder       | Estats Units     | Míssil de curt abast guiat per IR(Infraroig) versió 9J(E) i P, 100 unitats (J) comprades el 1974 per equipar el F-5 Tigre III i el Mirage 50 de l'època ja retirats, Actualment també equipan als CASA C-101CC i BB. |                  |
| RAFAEL Derby           | Israel           | Míssil de mitjà abast guiat per radar actiu, 64 unitats comprades el 2004 per equipar als F-5 Tigre III, També poden ser utilitzats pels F-16C/D de la Força Aèria Xilena i el sistema NASAMS                        |                  |
| RAFAEL Python          | Israel           | Míssil de curt abast, guiat per IR amb localitzador d'imatge electro-òptic, versions Python III i IV, 400 unitats en total per equipar als F-5E/F Tigre III+ i també el sistema NASAMS                               |                  |
| Míssil aire-superfície |                  | |                  |
| AGM-65 Maverick        | Estats Units     | Míssil aire-terra d'abast mitjà versions F/G, 14 unitats comprades el 2006 |                  |
| AGM-88 HARM            | Estats Units     | Míssil anti-radiació aire-terra d'abast mitjà |                  |
| Bomba                  |                  | |                  |
| Mark 84                | Estats Units     | Bomba de propòsit general |                  |
| Mark 83                | Estats Units     | Bomba de propòsit general |                  |
| Mark 82                | Estats Units     | Bomba de propòsit general |                  |
| GBU-12 Paveway II      | Estats Units     | Bomba guiada |                  |
| GBU-24 Paveway III     | Estats Units     | Bomba guiada |                  |
| Míssil antivaixell     |                  | |                  |
| Harpoon                | Estats Units     | Míssil antivaixell d'abast mitjà |                  |